# Panara episatnius
Panara episatnius är en fjärilsart som beskrevs av Prittwitz 1865. Panara episatnius ingår i släktet Panara och familjen Riodinidae. Inga underarter finns listade i Catalogue of Life.